# درویین، استرالیا
درویین، استرالیا (به انگلیسی: Drouin) یک شهرک در استرالیا است که در ویکتوریا (استرالیا) واقع شده‌است.